# Tragacantha drepanophora
Tragacantha drepanophora là một loài thực vật có hoa trong họ Đậu. Loài này được (Griseb.) Kuntze miêu tả khoa học đầu tiên năm 1891.